# 돈화문
창덕궁 돈화문(昌德宮 敦化門)은 창덕궁의 정문이다. 대한민국의 보물 제383호로 지정되어 있다. 창덕궁 완성 7년 후인 태종 12년(1412년)에 처음 세워졌으며, 지금의 돈화문은 임진왜란 때 불타버린 것을 광해군 원년(1608년)에 완공한 것이다. 이때의 모습이 현재까지 남아있어, 돈화문은 현존하는 궁궐 정문 가운데 가장 오래된 문으로 유일하게 정면이 5칸 규모로 되어 있다. 1963년에 대한민국의 보물 제383호로 지정되었다.
돈화(敦化)는 '교화를 돈독하게 한다'는 뜻으로 《중용》 30장에서 가져온 것인데, '임금의 큰 덕으로 백성을 돈독히 교화한다'는 의미이다.

## 역사
창덕궁은 태종 5년인 1405년에 창건되었으나, 궁의 권역을 나타내는 궁장도 아직 지어지지 못한 상황이었다. 행랑과 돈화문이 건립된 것은 태종 12년인 1412년의 일이다. 이 때 행랑들은 각사에 분배하여 조방(朝房)으로 삼았다. 당시에는 돈화문 문루에 공덕을 새긴 종을 매달아두어 밤의 시작과 끝을 알리는 종이라 하여 변계량이 신혼종(晨昏鐘)이라 하였다.
이후 문종 즉위년인 1450년에는 명나라 황제의 사제(賜祭)를 위해 문을 개수하였고, 조선 연산군대에는 돈화문과 행랑 주변 담 밑의 민가를 철거하고 하마비를 세웠다. 이 때 창덕궁 담을 경복궁의 담과 비슷한 규모로 쌓으며 돈화문도 다시 지었다.
임진왜란 당시 소실되어 광해군 원년인 1608년에 다시 지어 8월 15일에 상량하였다. 이 사실이 밝혀진 것은 1976년으로 이전까지는 건축 양식의 차이 등으로 짐작만 해오던 것이 해체복원시 묵서명의 발견으로 확실해졌다. 광해군 12년인 1620년에는 종을 다시 주조하여 달았다.

## 구조와 기능
돈화문은 궁궐의 정문이나 창덕궁 서남쪽 모서리에 있는데, 그 이유는 산자락에 자리잡은 창덕궁의 지리적 특수성 때문이다. 궁궐 정면에는 북악의 매봉이 연결되어 있고, 이곳에는 조선의 가장 신성한 공간인 종묘가 있어 창덕궁의 정문이 들어설 수 없었다. 또 정궁인 경복궁과 위치상 가까우며, 예부터 대문에서 내당이 직접 보이지 않도록 배치하는 기법과도 관련이 있다.
정면 5칸, 측면 2칸의 우진각, 다포집으로 원래는 장대석(長台石)의 기단과 층계가 있었다. 초기의 숭례문에 비해 세부가 섬세화되어 그만큼 연대를 내릴 수도 있겠으나 임진왜란 때에 소실되어 재건되었는지의 여부는 가리기 힘들다. 임진왜란 이후 광화문 대신 법궁(경복궁)의 정문으로사용되었다가 고종 2년 경복궁이 복원되자 다시 이궁(창덕궁) 정문으로 사용되었다.
돈화문은 화려하게 단청된 이층집으로, 남쪽으로 길게 뻗은 두 단의 월대(月臺)위에 서 있다. 문 좌우로 궁궐 문을 지키는 수문장청(守門將廳)을 두었다 돈화문 월대 앞에는 임금이 가마를 탈 때 딛고 올랐던 노둣돌이 두 개 놓여있고, 가마를 올려 놓는 목마 두 개가 버티고 있었다. 계단을 밟고 월대에 오르면 임금의 길인 어도(御道)가 돈화문까지 한가운데로 뻗어있다. 궁궐의 정문을 크고 화려하게 지은 까닭은 문이라는 기본적인 기능과 더불어 이곳이 궁궐임을 나타내는 표시가 되기 때문이다.
원래 돈화문에는 종과 북을 매달아 날마다 정오와 인정 때에는 종을 울리고, 파루 때에는 북을 쳤다고 하나 지금은 모두 없어졌다. 창덕궁과 종묘 사이를 가르는 도로는 1912년 일제가 계획하였으나, 종묘가 훼손될 것을 우려한 순종이 반대하여 건설이 미루어졌고, 순종이 세상을 떠나자 곧바로 공사가 강행되어 1932년에 도로가 났다. 또 돈화문 양 옆에 궁궐 문을 지키는 관청인 수문장청이 있는 행락이 있었으나, 지금은 모두 돌담으로 되어 있다. 그리고 원래 궁궐에서 빠져나온 금천의 시냇물이 문 오른쪽 담장을 따라 흘러 나왔으나, 지금은 사라졌다. 창덕궁 서쪽 담장을 따라 남쪽에는 금호문(金虎門), 북쪽에는 경추문(景秋門)이 있는데, 돈화문은 임금의 출입이나 국가의 큰 행사 때 쓰이던 상징적인 문이었으므로 평소에 신하들은 금호문으로 궁궐에 드나들었으며, 경추문은 평소에 닫혀있다가 군사를 동원할 때에만 쓰였다.

## 돈화문 권역

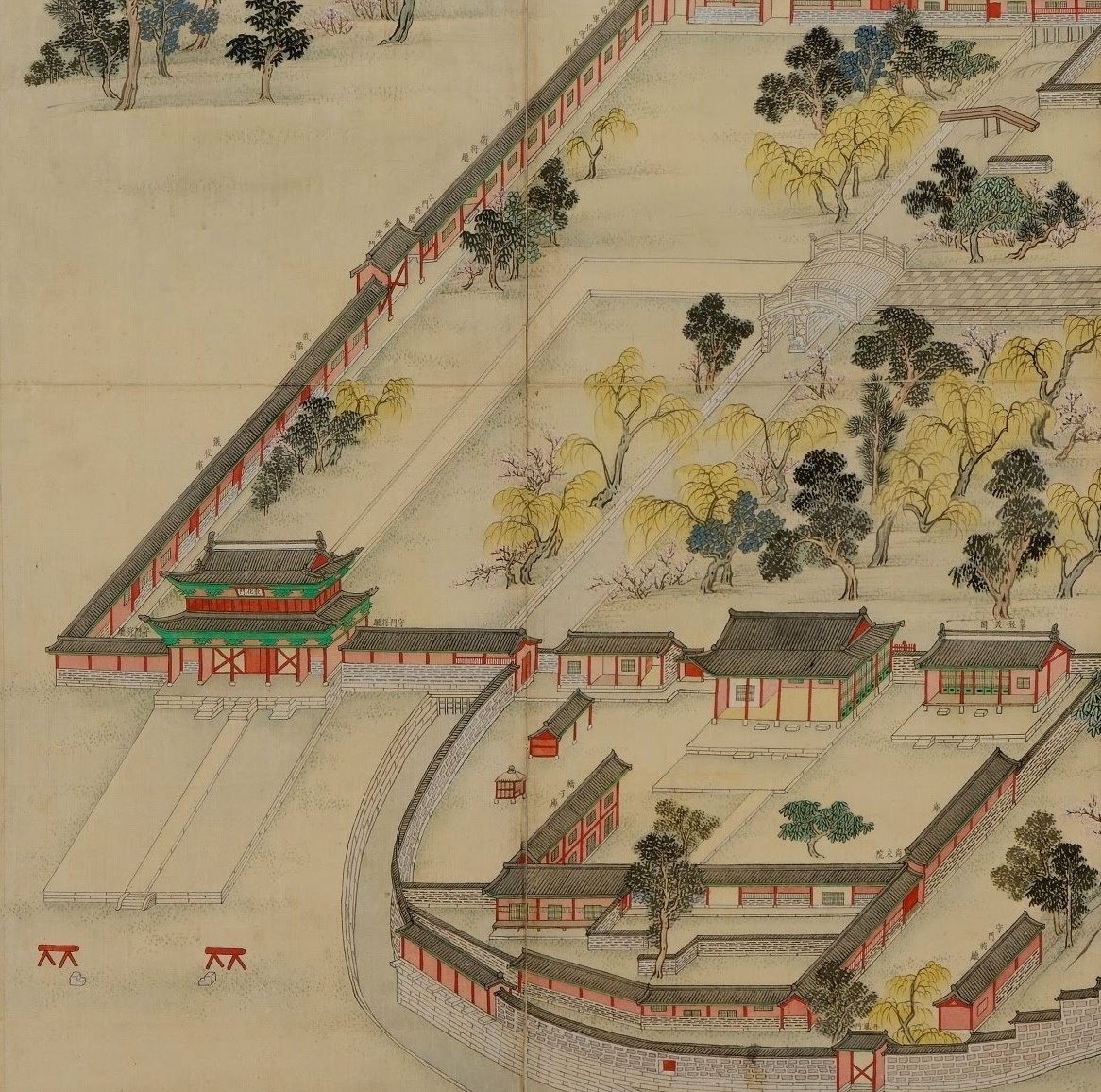
《동궐도》에 나타난 돈화문 권역

돈화문으로 들어서면 창덕궁의 첫 번째 마당이 나오는데, 마당 서쪽으로는 금호문을 중심으로 행랑이 늘어서 있고, 동쪽으로는 진선문(進善門)과 그 행랑, 북쪽으로는 내각(內各)과 옥당(玉堂)의 행랑으로 둘러싸여 있었다.

### 월대
돈화문 앞에는 궁중의 각종 의식 등에 이용되는 넓은 단인 월대(月臺)가 존재한다. 일제 강점기와 해방 이후에 차량의 진입을 위해 도로가 거듭 포장되면서 돈화문 월대는 그 앞을 지나는 율곡로에 막혀 있는데다, 월대 앞 지반을 높게 돋워 도로를 내는 바람에 월대는 도로면보다 낮아 마사토에 파묻힌 모습이었다. 월대는 2020년까지만 해도 기존 율곡로와 도로 높이가 같았고, 또한, 인도사이에 약 1.5m의 옹벽(擁壁)이 서 있어 월대 계단을 통해 돈화문으로 오르는 게 불가능한 상태였다. 이에 따라 2020년에 창덕궁관리소와 서울특별시도시기반시설본부가 협업으로 월대를 복원하였다.

### 금호문
금호문(金虎門)은 돈화문 서편에 설치된 문으로, 조정 관원들의 주 출입문이었다. 금호문은 1926년에 금호문 의거가 일어난 곳이기도 하다.

### 단봉문
단봉문(丹鳳門)은 돈화문 동편 상방 구역에 설치된 문으로, 내시와 여성들의 주 출입문이었다.

### 행랑
금호문을 중심으로 한 돈화문 서쪽 행랑은 궁궐 외부와 경계를 이루며 의장고(儀仗庫), 무비사(武備司), 수문장청, 위장소(衛將所), 남소(南所), 훈국군파수직소(訓局軍把守直所) 등이 자리 잡고 있었는데, 창덕궁과 금호문 사이의 행랑을 영군번소(營軍番所), 금호문 북측의 행랑을 영군처소(營軍處所)라고 했다. 의장고는 의식에 쓰이는 물건이나 병장기를 보관하는 곳이며, 무비사는 궐내 순찰을 담당한다. 위장소와 남소는 군사를 지휘하여 궁내를 순시하거나 조정에서 연회나 경축 행사가 있을 때 그 주위에 정렬하는 오위장이 숙직하는 곳이며, 훈국군파수직소는 훈련도감의 군사들이 숙직하는 곳이다. 이렇듯 궁궐의 첫 번째 마당에서 외부와 접한 행랑은 주로 궁궐의 호위 임무를 맡은 장수와 군사가 머물렀으며, 외부의 침입에 대비하는 완충 공간으로서 기능하였다.
진선문과 연결된 돈화문 동쪽 행랑에는 결속색(結束色), 정색(政色), 전설사(典設司)가 마당쪽으로 들어서 있었다. 결속색은 임금이 행차할 때 주변을 경호하여 사람들이 접근하지 못하게끔 막으며, 정색은 무관, 군사, 잡직을 임명하는 일 등을 담당한다. 전설사는 나라의 제사 때 필요한 장막을 공급하는 일 등을 맡았다.

### 이왕직 청사
일제강점기 당시 조선 왕실을 위해 설치한 이왕직의 청사가 행랑 북측, 내병조 부근에 위치하였다.

## 갤러리

### 조선시대

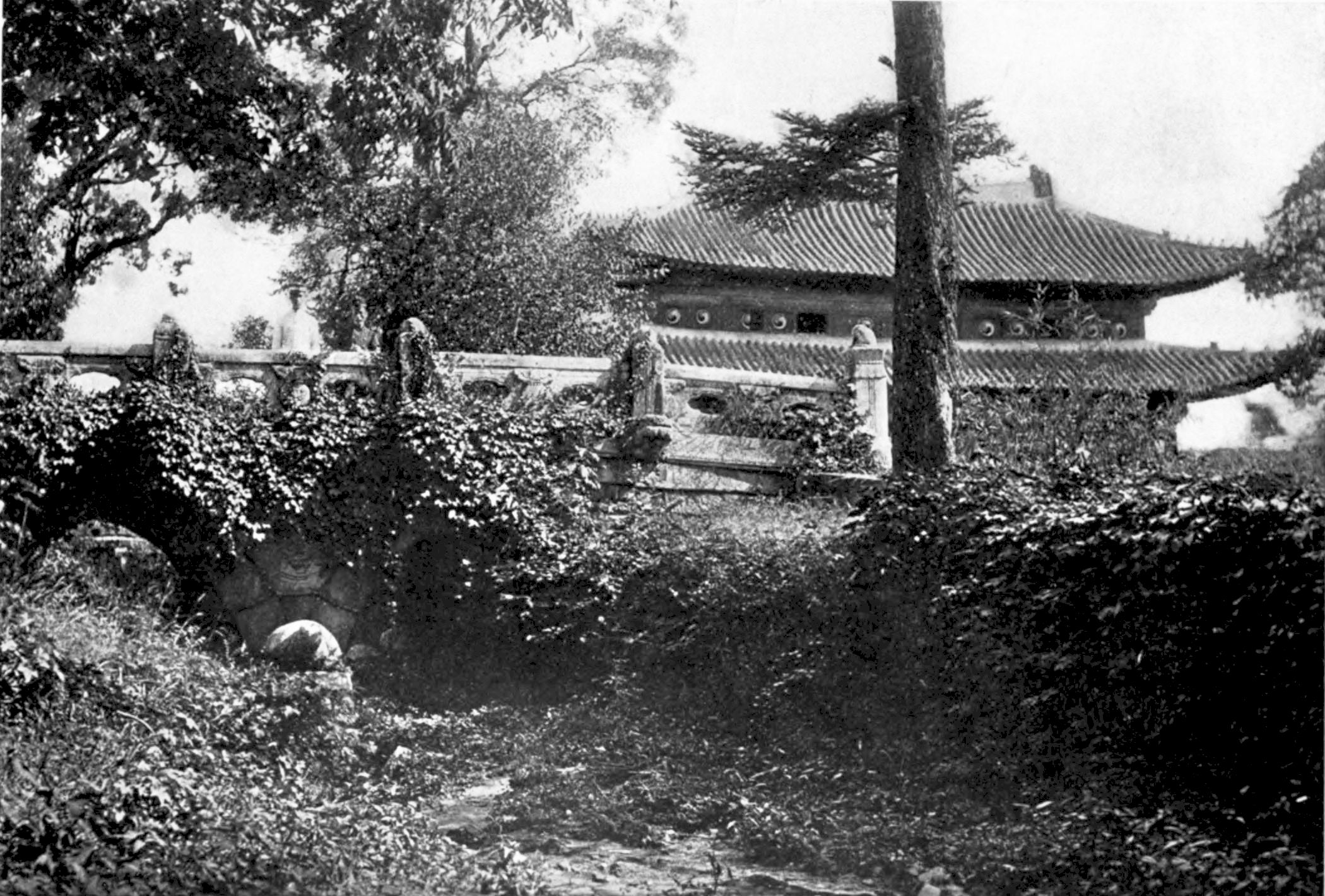
1900년경 창덕궁 내부인 금천교 방향에서 바라본 돈화문의 모습.
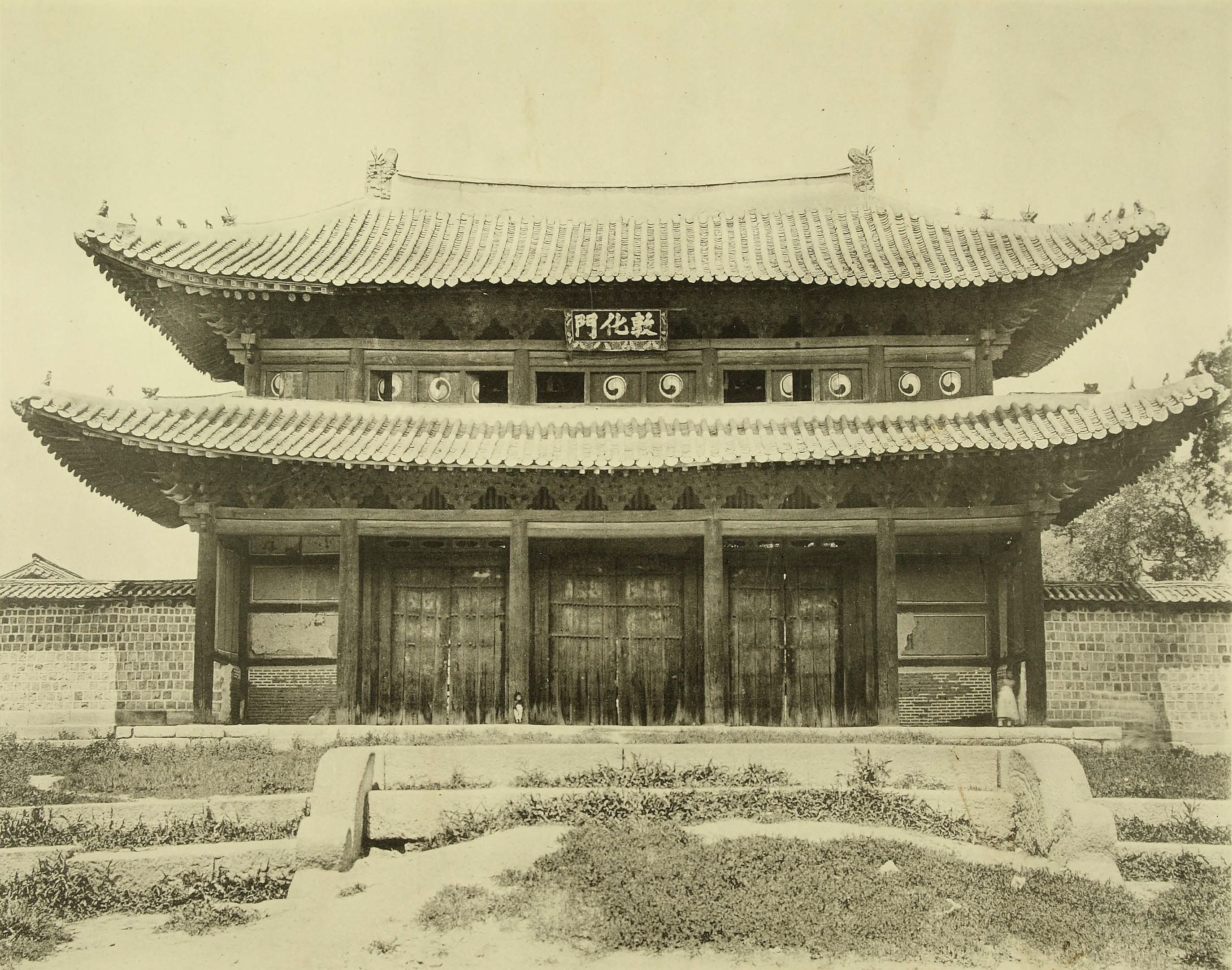
세키노 타다시가 1902~1904년에 촬영한 사진. 월대가 드러나있다.
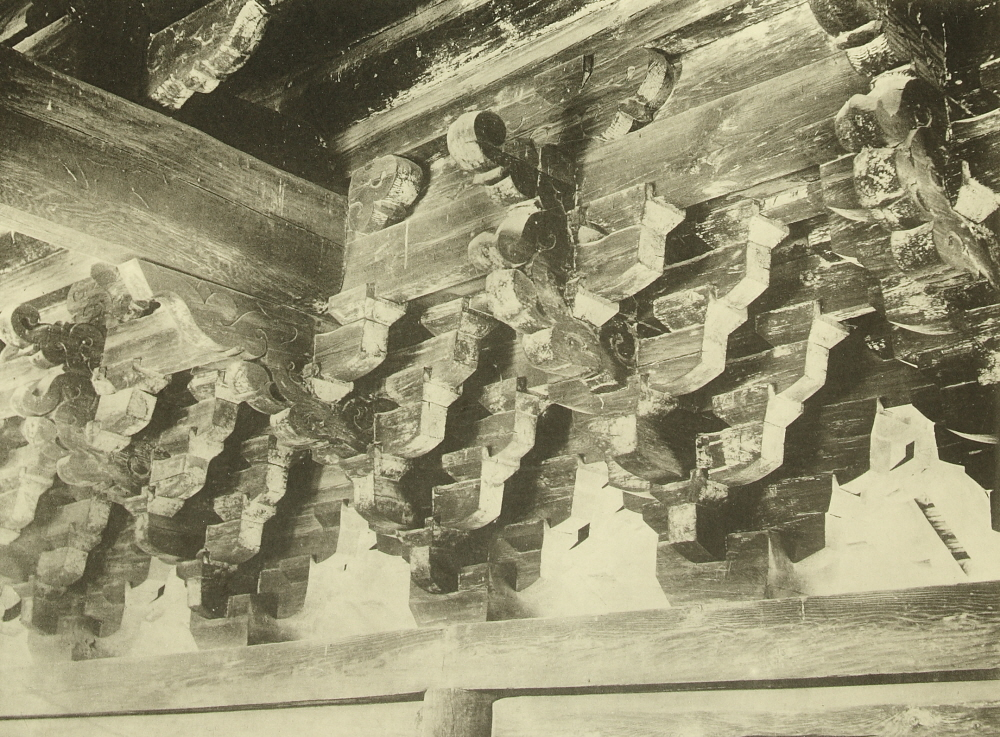
돈화문의 내부 두공
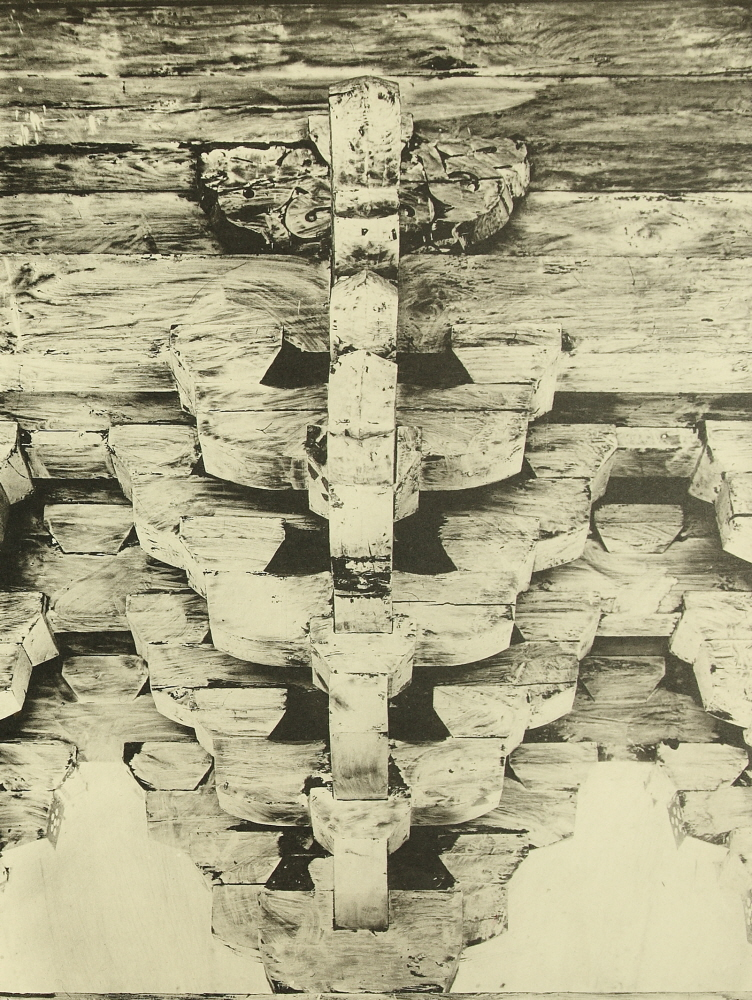
돈화문 상층의 내부 두공
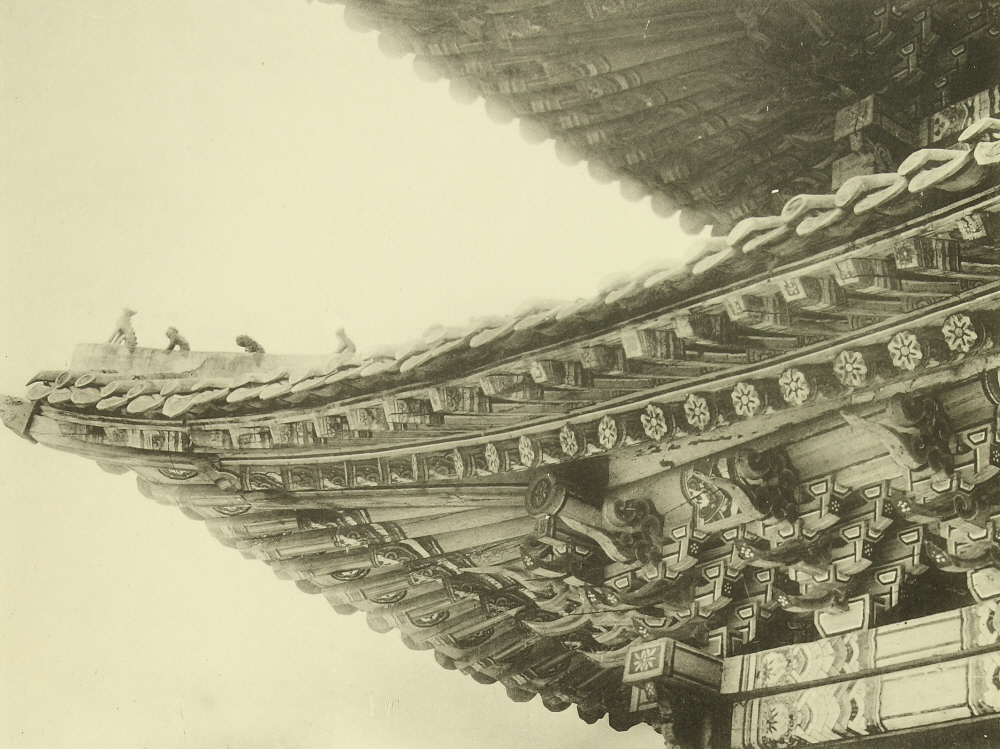
돈화문의 두공 및 현
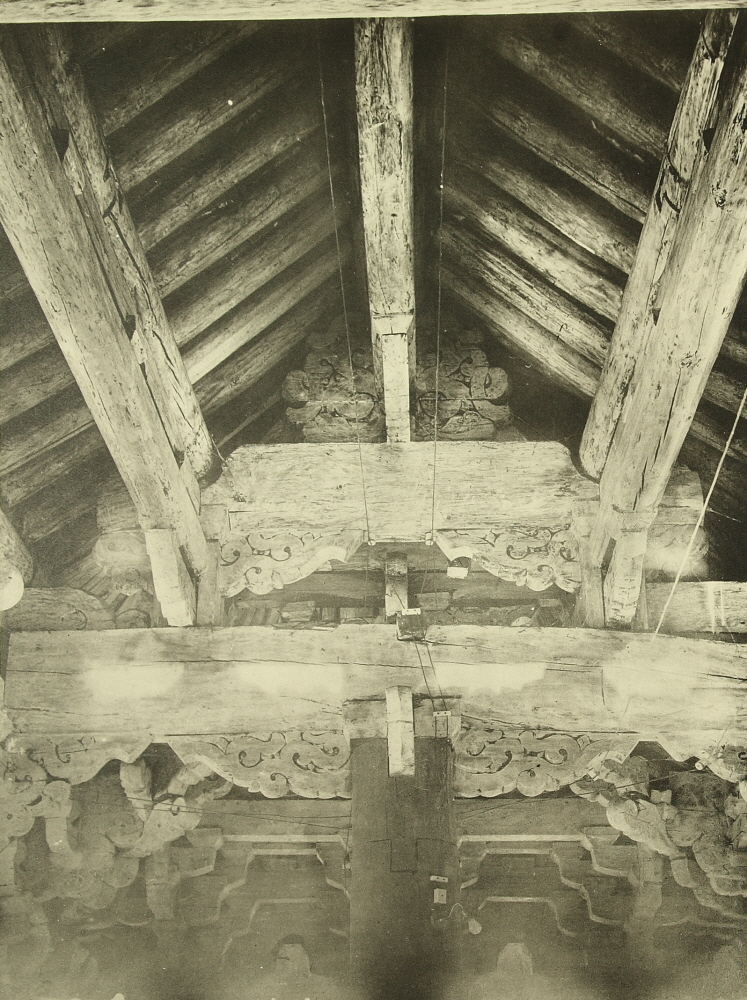
돈화문 상층의 옥근리
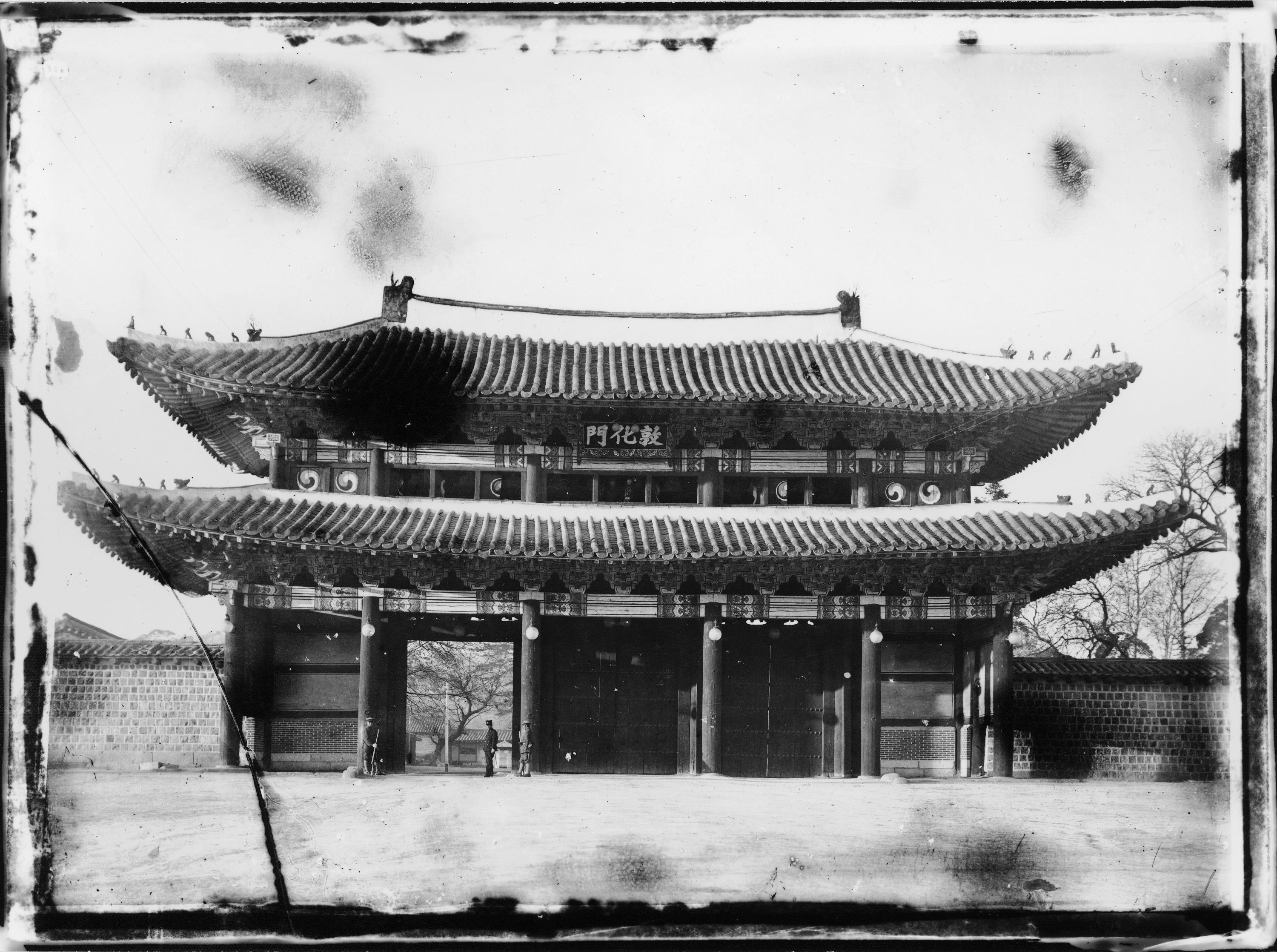
세키노 타다시가 1909년에 촬영한 사진. 문주에 전구가 달렸다.

### 일제강점기

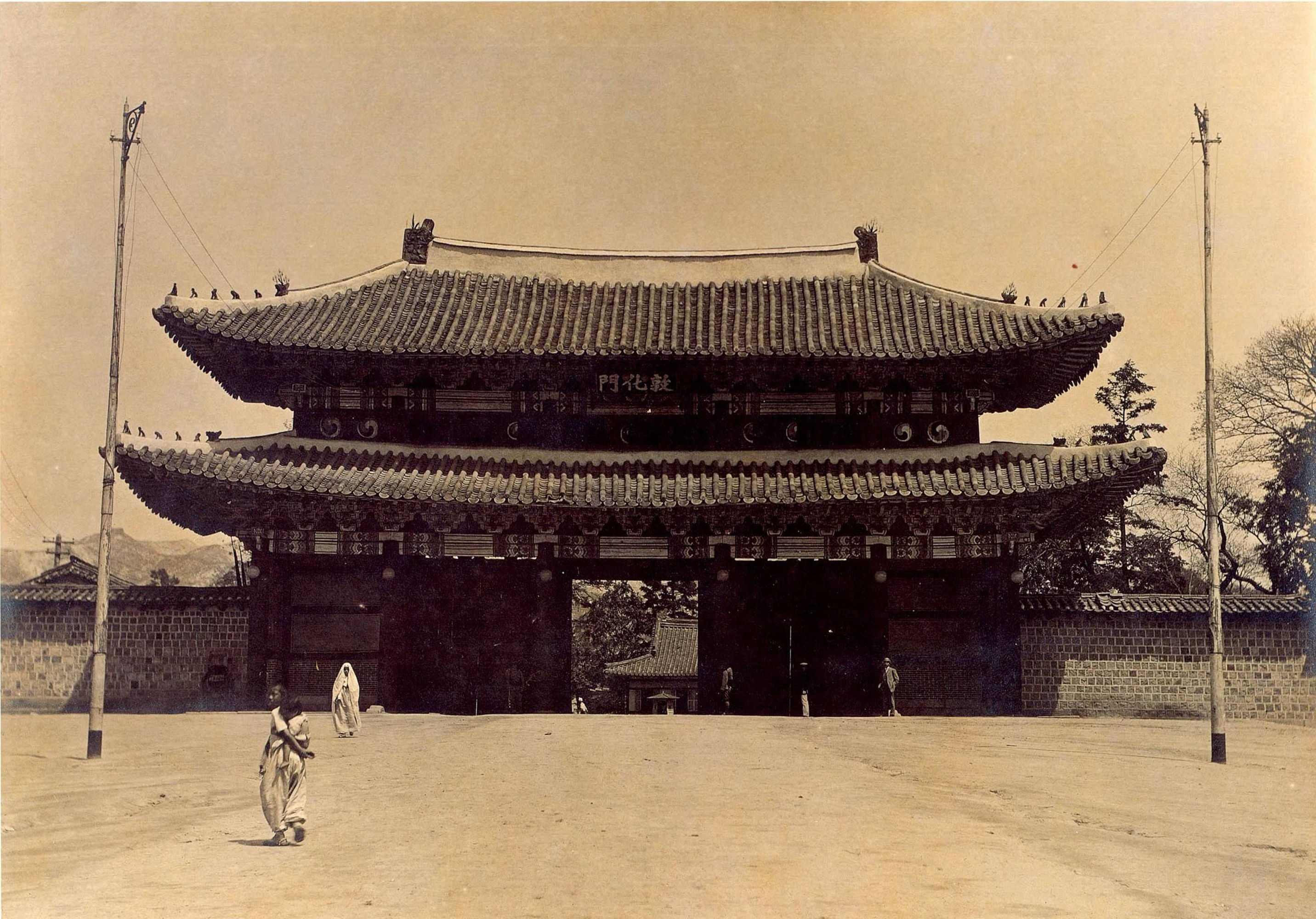
1910~1917년 사이의 돈화문 정면 모습.
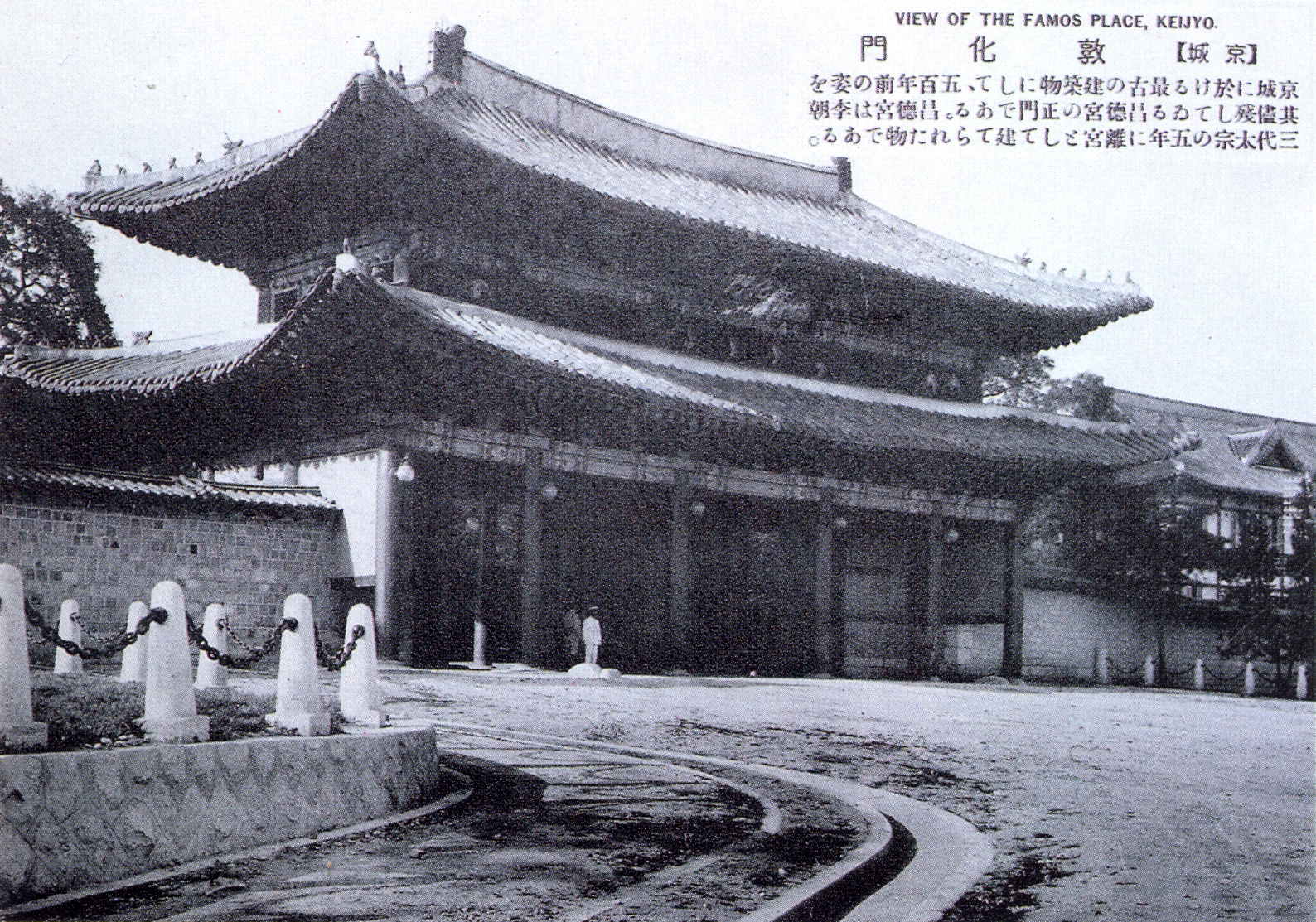
1930년대 돈화문의 모습. 이왕직 청사가 보인다.

### 현대

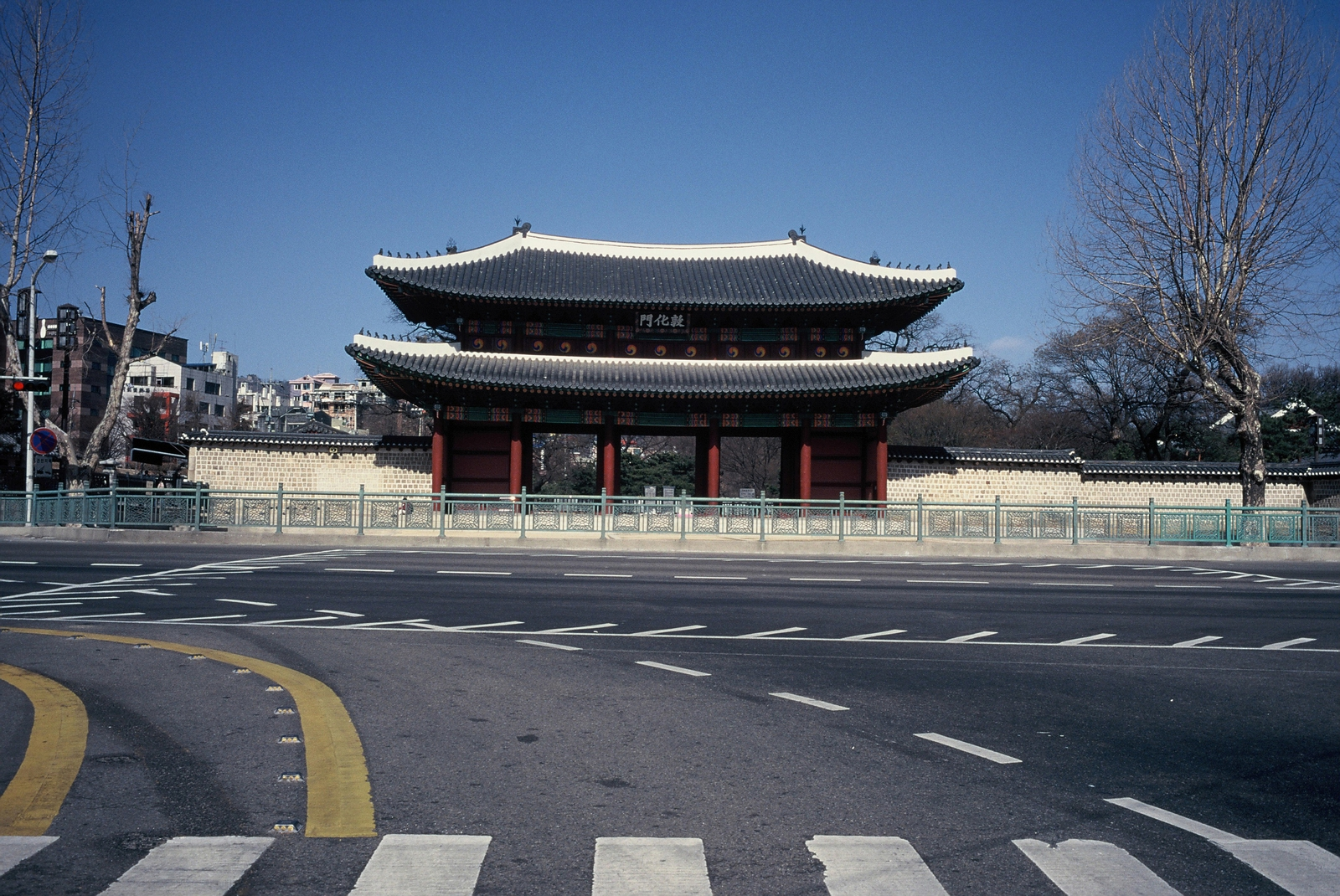
율곡로에서 바라본 모습 (2000년)
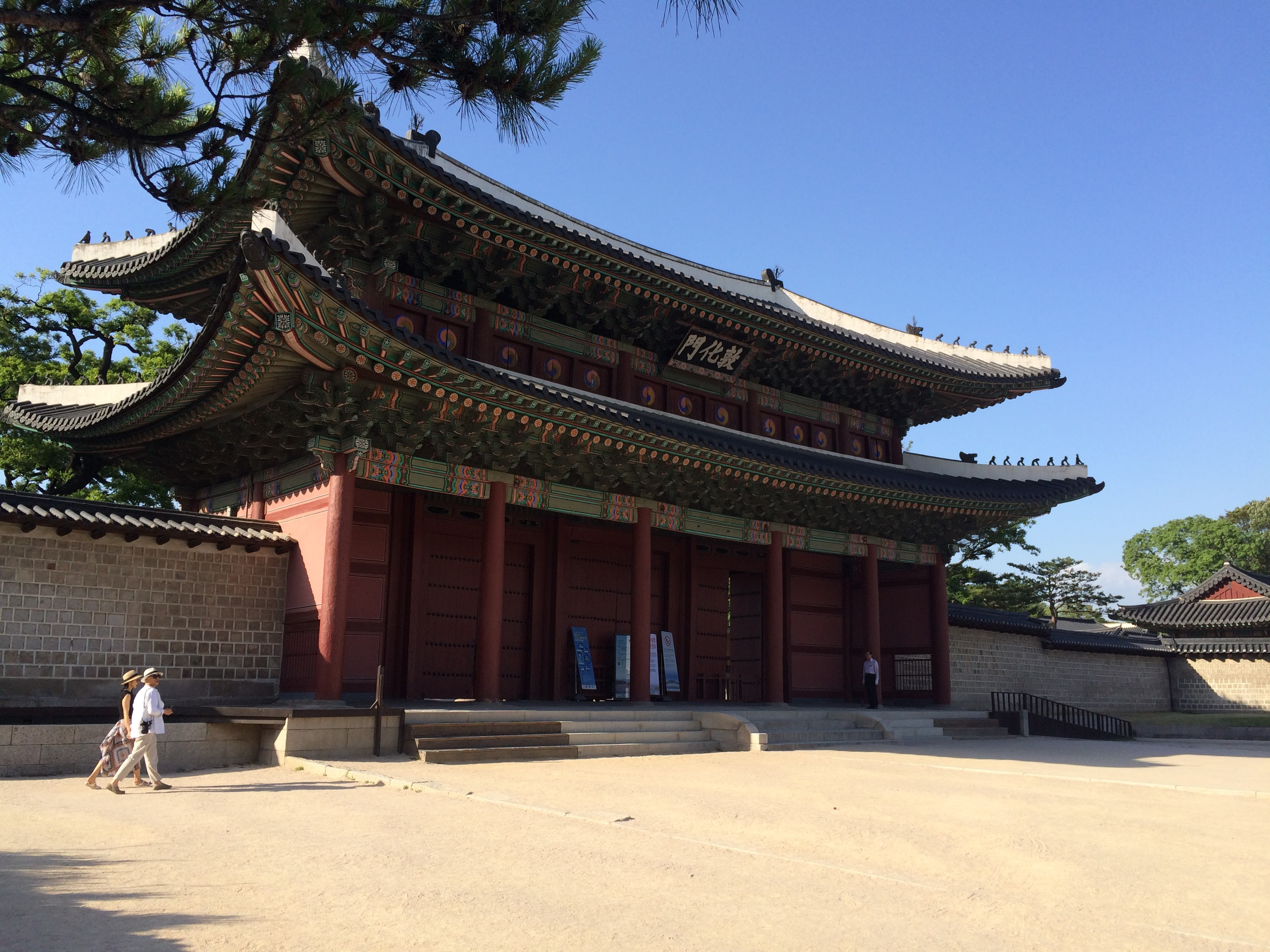
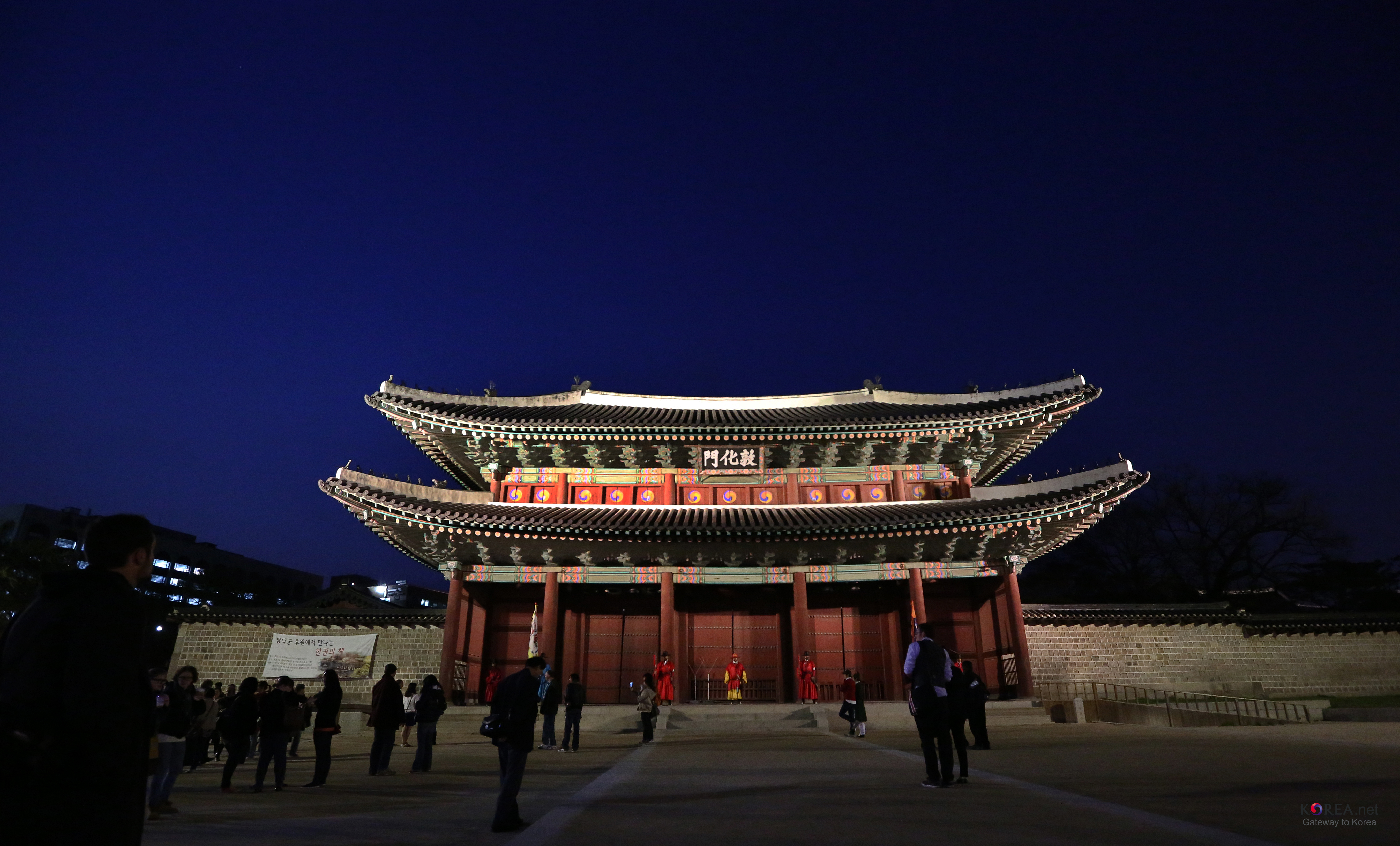
돈화문의 야경
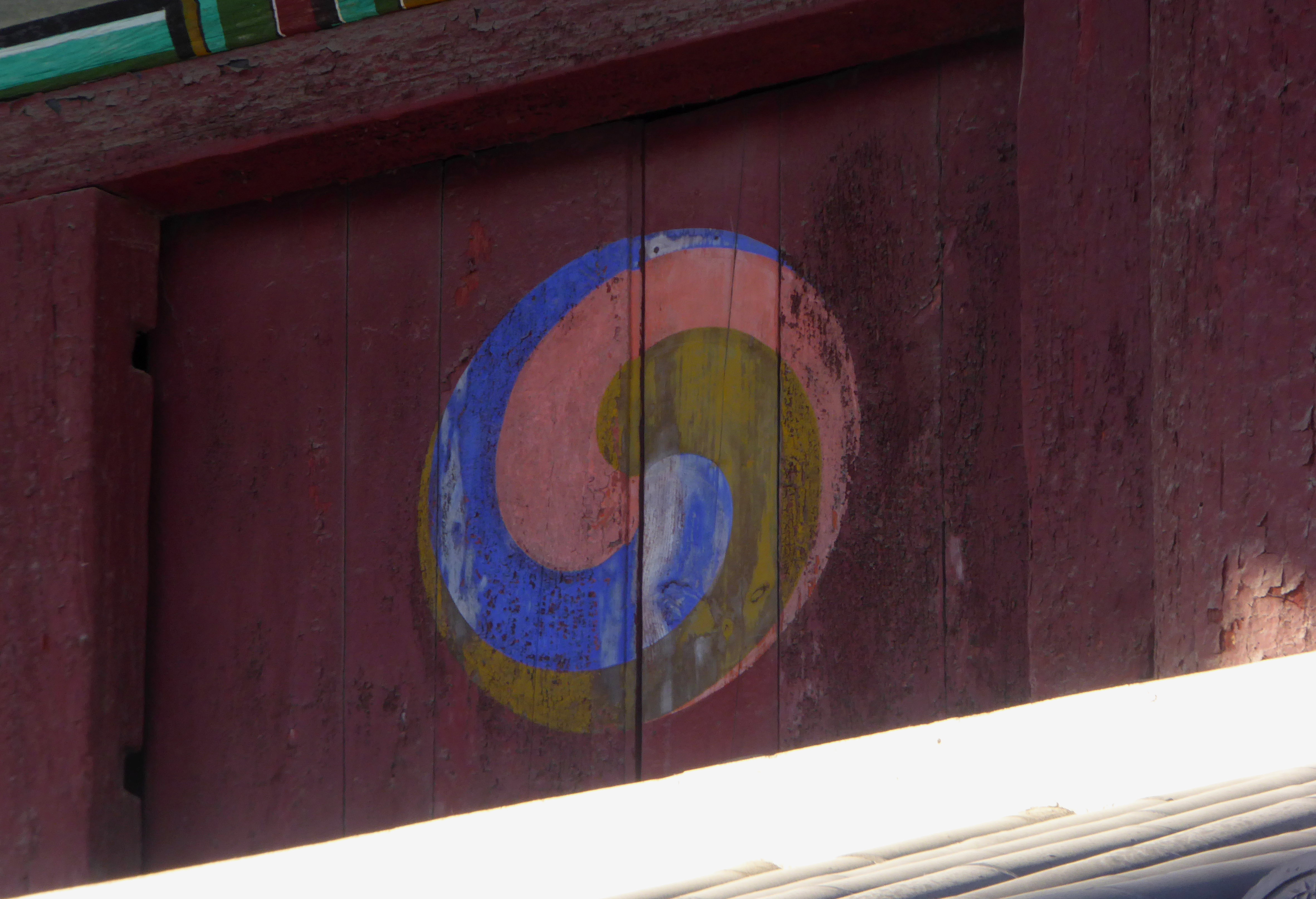
돈화문 문루에 그려진 삼태극 문양
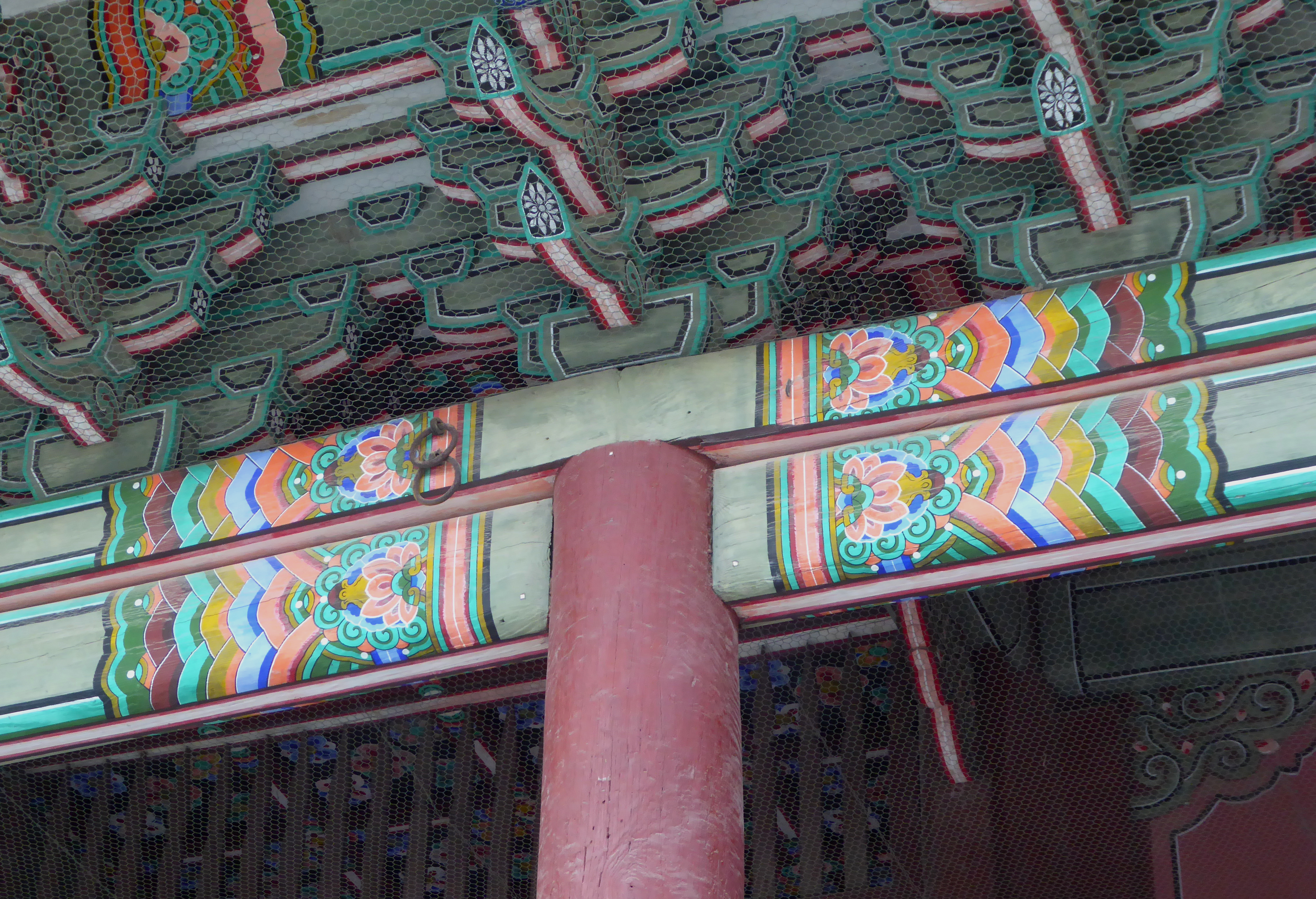
돈화문의 단청

## 같이 보기
- 창덕궁
- 인정전
- 광화문
- 홍화문
- 흥화문
- 대한문

## 주해
1. ↑  《중용》, “萬物竝育而不相害, 道竝行而不相悖. 小德川流, 大德敦化, 此天地之所以爲大也.”
2. ↑  조방(朝房)이란 조신(朝臣)들이 조회 때를 기다리기 위하여 아침에 각사(各司)별로 모여 의복을 갈아입는 방을 말한다. 대궐의 문 밖에 있었다. 직방(直房)이라고도 한다.
3. ↑  사제란 중국 황제가 조선의 왕의 사망시, 혹은 조선의 왕이 신하의 사망시 내리는 제사를 말한다.
4. ↑  人定, 밤에 사람이 거리에 다니는 것을 금하기 위해 밤마다 이경(오후 10세)쯤에 종을 스물 여덟 번씩 치던 것.
5. ↑  破漏, 오경(새벽 4시경)에 통행금지를 해제하기 위해 종을 서른 세 번 치던 것으로 서울에서는 북을 쳐서 해제하였다.

## 참고 문헌
- 최종덕, "조선의 참 궁궐 창덕궁", 서울: (주)눌와, 2006.
- 이상해, "궁궐ㆍ유교건축", 서울: 솔 출판사, 2004.